# Borge Point
Der Borge Point (in Chile Punta Fuenzalida) ist eine Landspitze an der Südküste der Trinity-Insel im Palmer-Archipel vor der Westküste des antarktischen Grahamlands. Sie bildet die Ostseite des Mikkelsen Harbor. Südöstlich des Borge Point liegen die Tetrad Islands.
Namensgeber für das Kap ist der norwegische Walfangkapitän Hans Engelbert Borge (1873–1946), der den Mikkelsen Harbor zwischen 1914 und 1915 vermaß. Namensgeber der in Chile geläufigen Benennung ist der chilenische Geologe Humberto Fuenzalida Villegas (1904–1966), erstes Mitglied seines Landes im Scientific Committee on Antarctic Research (SCAR).